# Grzegorz Sobolewski
Grzegorz Sobolewski (ur. 1 czerwca 1965 w Dąbrowie Białostockiej) – polski oficer i wykładowca akademicki, pułkownik Wojska Polskiego, profesor nauk społecznych, doktor habilitowany nauk o bezpieczeństwie.

## Wykształcenie
Główne wykształcenie:
- Wyższa Szkoła Oficerska Wojsk Zmechanizowanych im. T. Kościuszki we Wrocławiu (1989);
- Wyższy Kurs Doskonalenia Oficerów we Wrocławiu (1992);
- Akademia Obrony Narodowej w Warszawie (1997);
- Studia podyplomowe kierunek pedagogika w Akademii Obrony narodowej (1998).

## Służba w WP
Służbę zawodową rozpoczął w 42 pułku zmechanizowanym w Żarach. W latach 1989–1995 pełnił służbę w jednostkach 11 Dywizji Kawalerii Pancernej. Pracując w uczelniach pełnił funkcje kierownika zakładu, dyrektora instytutu, kierownika studiów doktoranckich, prodziekana Wydziału Bezpieczeństwa Narodowego, prorektora Akademii Obrony Narodowej, prorektora Akademii Sztuki Wojennej ds. dydaktycznych. Zawodową służbę wojskową zakończył w styczniu 2019 roku.

## Praca naukowa
W roku 1997 po ukończeniu studiów i uzyskaniu tytułu oficera dyplomowanego został zatrudniony na stanowisku asystenta w Akademii Obrony Narodowej. Rozpoczyna aktywną działalność naukowo-dydaktyczną. W roku 2000 po pozytywnej obronie rozprawy doktorskiej uzyskuje stopień doktora dziedzinie nauk wojskowych. W tym okresie swoje zainteresowania naukowe skupiał na działaniach militarnych w środowisku miejskim. Efektem prowadzonych badań naukowych w wymiarze narodowym i międzynarodowym było uzyskanie w 2008 roku stopienia doktora habilitowanego.
Od 2009 pracownik w Wydziale Bezpieczeństwa Narodowego AON, specjalizujący się w obszarach badawczych: teorii bezpieczeństwa, organizacji i funkcjonowania systemu bezpieczeństwa narodowego, zagrożenia bezpieczeństwa państwa (militarne i niemilitarne), obronność państwa, zarządzanie kryzysowe w Polsce, UE i NATO. Jest autorem lub współautorem ponad 200 publikacji z obszaru obronności państwa i zarządzania bezpieczeństwem. Wypromował 16 doktorów i ponad 150 magistrów. W uznaniu osiągnięć naukowych i dydaktycznych 5 czerwca 2014 roku otrzymał tytuł profesora w dziedzinie nauk społecznych.
Współpracował naukowo i prowadził zajęcia między innymi w Akademii Obrony Narodowej, Uniwersytecie Warszawskim, Politechnice Warszawskiej, Wyższej Szkole Administracji Publicznej w Białymstoku, Akademii Sztuki Wojennej. Aktualnie zatrudniony na stanowisku profesora w Akademii Pożarniczej.
Pełnił funkcję eksperta i recenzenta Polskiej Komisji Akredytacyjnej oraz Narodowego Centrum Badań i Rozwoju. Uczestniczył w zespole Strategicznego Przeglądu Obronnego i Strategicznego Przeglądu Bezpieczeństwa Narodowego współpracując z Biurem Bezpieczeństwa Narodowego, Rządowym Centrum Bezpieczeństwa oraz jednostkami MON. Aktualnie współpracuje z uczelniami MON i MSWiA, wybranymi uczelniami cywilnymi w Polsce i poza granicami kraju, instytucjami SZ RP. Jest zastępcą przewodniczącego Rady Naukowej Centrum Naukowo-Badawczego Ochrony Przeciwpożarowej im. Józefa Tuliszkowskiego i członkiem Towarzystwa Wiedzy Obronnej oraz członkiem  Polskiego Towarzystwa Nauk o Bezpieczeństwie i Transdyscyplinarnego Centrum Badania Problemów Bezpieczeństwa. Ponadto, jest CEO firmy szkoleniowej w zakresie bezpieczeństwa i obronności państwa.